# Glíppia
Glíppia o Glímpia (en llatí Glyppia o Glympia, en grec antic Γλυππία) era una antiga ciutat de Lacònia prop de la frontera amb Argòlida. Pausànies li dona el nom de Glíppia i només diu que estava situada a l'interior, més amunt de la ciutat de Marios.
Polibi parla d'una fortalesa de nom Glumpeis (Γλυμπεῖς) i la situa prop de les fronteres entre Lacònia i l'Argòlida, i que sembla ser la mateixa ciutat. Diu que en aquell lloc van ser derrotats els messenis pels espartans l'any 218 aC, quan intentaven en un moviment circular des de Tegea penetrar a la vall de l'Eurotes. Polibi en parla també en una altra ocasió.
És possible que l'antiga ciutat siguin les ruïnes que es conserven a l'actual Lympiáda; el districte al sud d'aquesta ciutat es diu Olympokhória que seria una paraula derivada de la forma local d'Olímpia.